# Burg Nordenbeck
Die Burg Nordenbeck ist eine ehemalige Wasserburg in Nordenbeck, einem Stadtteil von Korbach im Landkreis Waldeck-Frankenberg in Hessen.

## Geschichte
In einer Urkunde aus dem Jahr 1036 wurde Nordenbeck erstmals als Vorwerk des Paderborner Herrenhofes in Korbach erwähnt. Die erstmals 1306 urkundlich benannten Herren von Nordenbeck als Vasallen der Edelherren von Itter errichteten wohl im 13. Jahrhundert die mit Wassergräben umgebene Burganlage.
Im Jahre 1346 erwarb Kurt I. (auch Konrad) von Viermünden, damals Burgherr zu Hallenberg, die Burg und machte sie 1368 zum Stammsitz seines Geschlechtes. 1380 starben die „alten“ Herren von Nordenbeck aus. 1412 erbaute Brosecke (Ambrosius) von Viermünden einen sechsgeschossigen Turm als Wohnturm. Zwischen 1443 und 1453 wurde neben dem Turm ein Wohnbau (auch als Schloss bezeichnet) errichtet; der Turm war von nun an nur über eine Zugbrücke im zweiten Geschoss dieses Wohnbaus zugänglich. 1563 starb mit Hermann von Viermünden die Nordenbecker Linie derer von Viermünden im Mannesstamm aus, wodurch Nordenbeck nach langem Rechtsstreit vor dem Reichskammergericht 1580 an Hermanns Tochter Anna von Viermund fiel.
In der Folgezeit wechselte der Besitzer der Burg häufig, während die niederrheinische Nebenlinie des Adelsgeschlechtes Viermünden in Neersen, sowie die westfälische Nebenlinie in Bladenhorst immer wieder und letztlich erfolglos versuchte, die Burg zurückzuerlangen. Seit Johann von Viermünden zu Neersen die Burg während des Dreißigjährigen Krieges vorübergehend besetzt hielt, ziert das Wappen der Herrschaft Nordenbeck den Herzschild seines Familienwappens und heute auch das Wappen von Neersen. Von der ehemaligen Burganlage sind noch Reste und der Wohnturm erhalten.
Seit 1708 war Nordenbeck im Besitz der Familie Bourscheid. Johann Ludwig von Bourscheid verkaufte 1830 das landtagsfähige Gut an Thomas Canisius. Dieser war (wie vorher sein Vater Caspar Canisius) Verwalter der Familie von Bourscheidt auf deren Gut Nordenbeck gewesen. Seitdem ist die Burganlage im Besitz der Familie Canisius. Erbe von Thomas Canisius wurde dessen Sohn Arnold Canisius, der das Anwesen um weitere 200 Morgen Land erweiterte.(Eine Besichtigung der sich im Privatbesitz befindlichen Anlage ist nicht möglich.)
Zwischen 1851 und 1854 wurde der Wohnbau abgerissen, der Turm ist dagegen bis heute gut erhalten. Die sechs Stockwerke sind teilweise mit Kaminen ausgestattet. Zudem enthält er eine Kapelle mit einer Bronzeglocke aus dem 13. Jahrhundert. Ein Wehrgeschoß ist mit Kanonen bestückt. Zum Teil sind noch Wandmalereien erhalten.

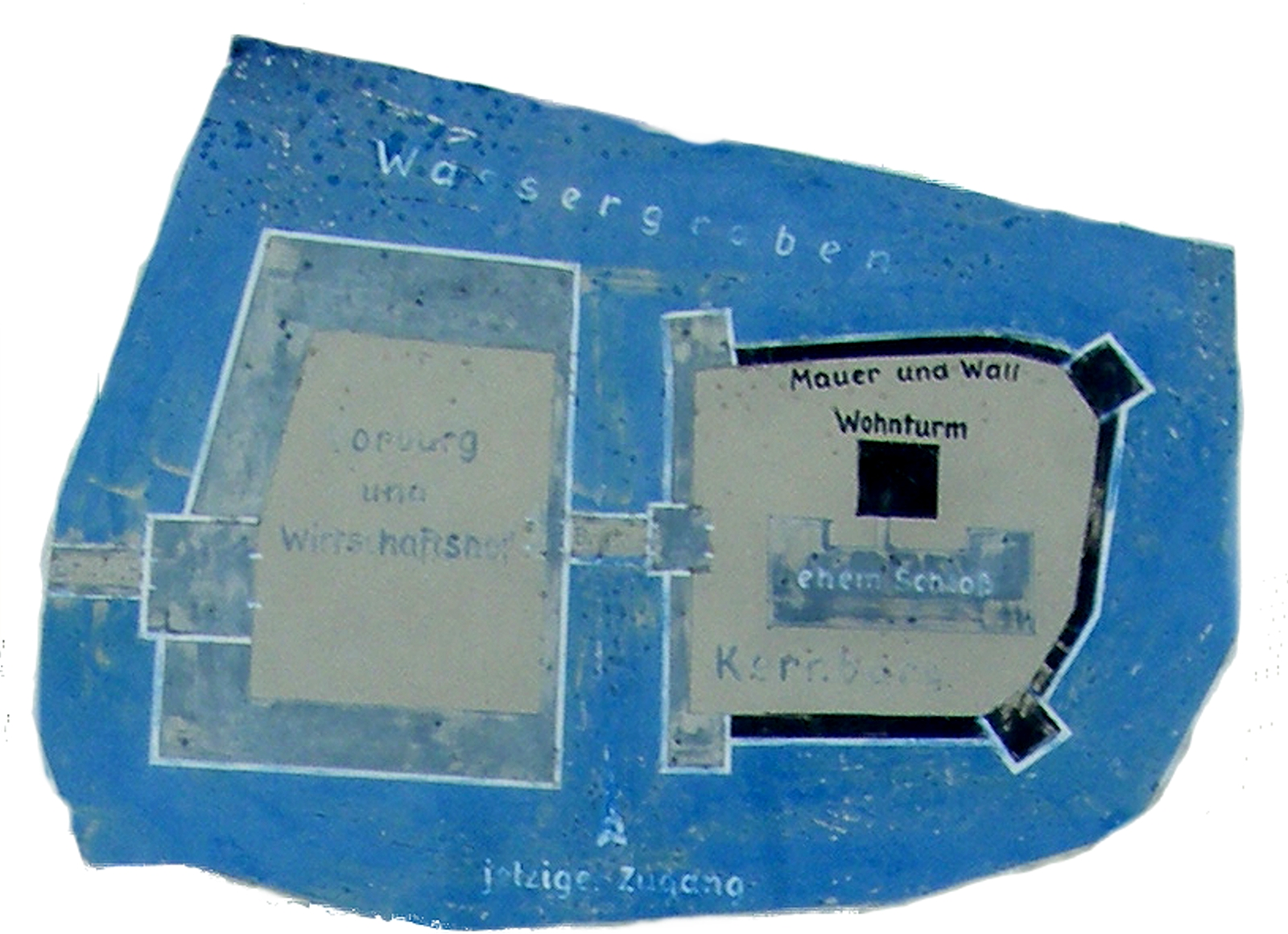
Grundriss der Burg